# 평행이론: 도플갱어 살인
《평행이론: 도플갱어 살인》(영어: Coherence)는 2013년에 개봉한 SF 스릴러 영화이며 제임스 워드 바이어킷이 감독과 각본을 맡았다. 니콜라스 브렌던, 모리 스터링, 에밀리 폭슬러, 휴고 암스트롱, 로렌 마허, 알렉스 마누지안, 로렌스카파리아, 엘리자베스 그레이슨등이 이 영화에 출연한다. 혜성이 충돌하던 날 예상치 못한 사건의 발생으로 겪는 혼란을 그린 작품으로, 100년 전 러시아에서 발생한‘퉁구스카 대폭발’사건을 모티브로 삼았다. '퉁구스카 대폭발' 사건은 퉁구스카(Tunguska) 지역에 직경 50m 크기로 추정되는 소행성(혹은 혜성)이 공중 폭발하면서 주변 2,000km2를 초토화시켰던 일이다. 이를 폭발 에너지로 추산하면 히로시마에 떨어졌던 원자폭탄의 1,000배 이상의 규모의 폭발 사건이었다. 《평행이론: 도플갱어 살인》는 또한 2013년 9월 19일 판타스틱 페스트(Fantastic Fest)에서 초연되었으며 2014년 6월 20일 미국에서 개봉되었다.

## 줄거리
“혜성 때문에 사람들이 혼란에 빠졌지.혜성이 지나간 후 몇몇 사람들이 사라졌다가 엉뚱한 곳에서 나타났는데, 그들은 아무 기억이 없었고 어디에 있었는지도 몰랐거든…”
파티를 위해 오랜만에 모인 친구들, 즐거운 시간을 보내던 중 혜성 충돌로 도시 전체가 정전 사태에 빠지고, 핸드폰 마저 먹통이 되자 모두 이상한 낌새를 느낀다.
설상가상 어둠에 갇힌 그들은 누군가로부터 위협을 받게 되고, 도움을 청하기 위해 몇 명의 친구들이 이웃집으로 향한다. 하지만 그곳에서 발견한 것은 다름 아닌 자기 자신이었다.
보고도 믿지 못할 상황에 충격에 빠진 그들은 살아남기 위해 그 누구도 믿을 수 없게 되고, 살기 위해 또 다른 나와의 싸움을 벌여야 하는데…

## 출연

### 주연
- 니콜라스 브렌던 - 마이크 역
- 모리 스터링 - 케빈 역
- 에밀리 폭슬러 - EM 역
- 휴고 암스트롱 - 휴 역

### 조연
- 로렌 마허 - 루리 역
- 알렉스 마누지안 - 아미르 역
- 로렌스카파리아 - 리 역
- 엘리자베스 그레이슨 - 베스 역

## 감독의 영화 <평행이론: 도플갱어 살인> 제작에 관한 접근법
저는 우리가 대본을 제거할 수 있는 이 실험을 항상 해보고 싶었습니다. 저는 좀 더 자연주의적인 유형의 대화를 원했습니다. 사람들이 서로 겹치고 매우 지저분하고, 사람들이 진짜 인간이 말하는 것처럼 말하는 그런 종류의 대화를요. 그래서 우리는 1년 동안 이야기를 계획했습니다. 우여곡절과 역전, 배신까지 포함해서요. 그래서 우리는 배우들을 이끌어갈 수 있는 재미있는 집처럼 매우 긴밀하게 퍼즐을 맞출 수 있었습니다. 촬영이 시작되면 5일 동안 촬영을 해야 했습니다. 모든 배우들에게 대본을 주는 대신, 각 배우들이 그날 밤에 알아야 할 동기나 뒷이야기나 어떤 것을 가지고 준비될 수 있도록 그들의 캐릭터에 대한 메모만 주곤 했습니다. 하지만 그들은 다른 배우들이 무엇을 얻었는지 전혀 알지 못할 것입니다. 그래서 그들은 언제 그들의 이야기를 하고 언제 그들이 서로 대화할 것인지, 언제 그 소녀는 그녀의 전 남자친구를 유혹하려고 했는지를 알 수 없습니다. 그 모든 것들은 진짜였어요. 왜냐하면 적절한 순간이 언제인지 선택하는 것은 배우들의 몫이었고, 그것은 스릴있었어요! 무슨 일이 일어날지 몰랐기 때문입니다. 예를 들어, 배우들에게 상반된 동기를 부여하는 순간이 있습니다. 저는 케빈에게 "어느 순간 당신은 집을 떠나고 싶을 것입니다."라고 말했고, 저는 에밀리에게 말했습니다. "만약 케빈이 집을 떠나려고 한다면, 당신은 케빈이 집을 떠나도록 내버려두지 마세요." 여러분이 보고 계시기 때문에 짜릿해졌고 저는 카메라를 너무 흔들지 않으려고 하고 있어요. 무슨 일이 일어날지 모르니까요. 에밀리는 결국 자신의 몸을 이용해서 그를 막았습니다. -제임스 워드 바이어킷-

## <평행이론: 도플갱어 살인> 접근법 에 대한 감독의 생각
- 영화 제작에 있어서 가장 독특한 방법으로 이야기를 말하는 것을 선택했습니다. 여기서 재미있는 부분은 이 거대한 도전을 던지는 것, 이 도전을 가능하게 하는 방법을 찾는 것입니다. 보통 많은 반전과 반전이 있는 퍼즐 영화를 만들 때, 그것은 세밀하게 대본 작업을 해야 하는 것입니다. 그래서 우리는 그 반대로 하기로 결정했습니다. 이것을 대본에 쓰지 말자. 실마리와 실마리와 퍼즐이 잘 풀려서 배우들이 단서를 드러내고 있을 때마다 장면마다 방향을 바꿀 수 있고 어떻게 전개되는지 미리 알지도 못한 채 반응할 것입니다. 이는 영화를 찍는 데에 재미를 유발하는 일이었습니다. 배우들에게 이런 경험을 하게 하는 것은 미친 실험이었습니다. 이 영화에 사용했던 접근법들 중 일부를 <평행이론: 도플갱어 살인>이후 제작할 영화에 반드시 사용할 것입니다. 영화 제작과정에서 얻은 가장 큰 교훈은 배우들과의 협업에 훨씬 더 개방적인 자세를 취하는 것입니다. 오늘날 많은 영화 세트에서 배우들은 대사를 외우고, 트레일러로 돌아갈 것으로 예상되며 배우들은 그보다 훨씬 더 많은 것을 보여줄 수 있다고 생각한다. 저는 거기에 크게 잠재된 요소가 있다고 생각합니다. 그리고 저는 즉석에서 이행하는 수업을 듣고 배우들이 그들만의 캐릭터를 개발하도록 하는 수업을 듣고 싶습니다. 나는 확실히 더 큰 제작진 없이 이 접근법들을 사용하여 복잡한 작업물을 만드는 것을 추천하지 않습니다. 이는 당신을 지치게 할 것이고, 다치게 할 것입니다. 저는 영화를 제작하는 동안에 여러 날 동안 요가를 해야 했고 매우 나쁜 자세로 카메라를 잡고 있던 것에서 느꼈던 육체적 피로로 인해 마사지를 받아야 했습니다. -제임스 워드 바이어킷-[5]

## 제작과정에서의 영감
- 영화가 촬영되는 저의 거실에서 그 전제를 생각해냈어요. 몇 년 전에 우리는 저예산이나 예산 없는 영화가 얼마나 좋은지 생각하려고 했습니다. 자원이 없었기 때문에, 저는 우리가 실제로 무엇을 가지고 있는지 생각해야 했습니다. 카메라가 있었어요. 꽤 괜찮은 배우들도 있었고, 거실도 있었습니다. 그래서 우리는 어떻게 하면 거실을 단순한 거실이 아닌 것처럼 느끼게 할 수 있는지 알아내야 했습니다. 그래서 <트와일라잇 존>에 관한 이야기가 나왔죠. 평행이론: 도플갱어 살인(원제:Coherence)은 확실히 <트와일라잇 존>의 에피소드에서 영감을 얻었습니다. 한정적인 세트와 굴곡진 현실에 갇힌 캐릭터들이죠. Ray Bradbury의 단편들은 확실히 그 세계로 가게 될 것입니다. 그리고 로마 폴란스키의 "카니지"라는 영화가 있습니다. 이 작품은 "카니지의 신"이라는 연극에 바탕을 두고 있습니다. 이 연극은 많은 영감을 주었습니다. 영화 속에서 모든 관계들은 아파트 안에서 이루어집니다. 그 아파트에서는 관계가 발전하고 완전히 미쳐버립니다. 사실 "카니지"는 영화 제작 과정에서 믿을 수 없을 정도로 영향력이 컸습니다. -제임스 워드 바이어킷-[6]

## 기타
- 프로듀서: 르니 보세거
- 라인프로듀서: 더그 블레이크
- 음향: 제시 포머로이
- 프로덕션매니저: 더그 블레이크

## 오리지널 사운드 트랙
| #   | 제목                              | 음악가             | 재생 시간 |
| --- | --------------------------------- | ------------------ | --------- |
| 1.  | 〈Coherence〉                     | Kristin Ohrn Dyrud | 1:53      |
| 2.  | 〈The Box〉                       | Kristin Ohrn Dyrud | 6:25      |
| 3.  | 〈Lights Out〉                    | Kristin Ohrn Dyrud | 3:03      |
| 4.  | 〈Excursion〉                     | Kristin Ohrn Dyrud | 1:59      |
| 5.  | 〈Photo Cut〉                     | Kristin Ohrn Dyrud | 4:36      |
| 6.  | 〈Schroedinger's Cat〉            | Kristin Ohrn Dyrud | 4:54      |
| 7.  | 〈Hugh and Amir〉                 | Kristin Ohrn Dyrud | 3:30      |
| 8.  | 〈The Clues Are in the House〉    | Kristin Ohrn Dyrud | 2:27      |
| 9.  | 〈Mike and Lee and Kevin and Em〉 | Kristin Ohrn Dyrud | 1:56      |
| 10. | 〈Things Are Getting Strange〉    | Kristin Ohrn Dyrud | 10:20     |
| 11. | 〈The Houses Have Blended〉       | Kristin Ohrn Dyrud | 3:05      |
| 12. | 〈Mike's Note〉                   | Kristin Ohrn Dyrud | 5:20      |
| 13. | 〈Em's Journey〉                  | Kristin Ohrn Dyrud | 3:45      |
| 14. | 〈Attack〉                        | Kristin Ohrn Dyrud | 2:19      |
| 15. | 〈Morning〉                       | Kristin Ohrn Dyrud | 2:43      |
| 16. | 〈Coherence?〉                    | Kristin Ohrn Dyrud | 0:39      |

## 수상
- 오스틴 판타스틱 페스트(Austin Fantastic Fest) - Next Wave Best Screenplay(2013)[7]
- 시체스 영화제(Sitges Film Festival) - Maria Award for Best Screenplay(2013)[8]
- 시체스 영화제(Sitges Film Festival) - Carnet Jove Jury Award for best In Competition(2013)[9]
- 이매진 영화제(Imagine Film Festival) - Black Tulip Award for Best Feature Debut(2014)
- 이매진 영화제(Imagine Film Festival) - Imagine Movie Zone Award, Special Mention(2014)
- 21회 제라르메국제판타스틱영화제(2014) 비경쟁부문 초청
- 37회 포틀랜드국제영화제(2014) 장편영화 초청
- 38회 클리블랜드국제영화제(2014) 아메리칸 인디펜던트경쟁 후보
- 18회 부천국제판타스틱영화제(2014) 비전익스프레스 초청

## 박스오피스 통계
| 날짜                      | 순위 | 주간 매출익 | % 변화 | 스크린 수/변화 | Avg.    | 누적 매출익 |
| ------------------------- | ---- | ----------- | ------ | -------------- | ------- | ----------- |
| 개봉 1주차 (06/20-06/26)  | 66   | $21,229     | -      | 2/-            | $10,615 | $21,229     |
| 개봉 2주차 (06/27-07/03)  | 77   | $16,155     | -23.9% | 4/+2           | $4,039  | $37,384     |
| 개봉 3주차 (07/04-07/10)  | 86   | $5,861      | -63.7% | 3/-1           | $1,954  | $43,245     |
| 개봉 4주차 (07/11-07/17)  | 59   | $16,820     | +187%  | 6/+3           | $2,803  | $60,065     |
| 개봉 5주차 (07/18-07/24)  | 69   | $13,537     | -19.5% | 7/+1           | $1,934  | $73,602     |
| 개봉 6주차 (07/25-07/31)  | 82   | $6,402      | -52.7% | 4/-3           | $1,601  | $80,004     |
| 개봉 7주차 (08/01-08/07)  | 93   | $3,096      | -51.6% | 1/-3           | $3,096  | $83,100     |
| 개봉 8주차 (08/08-08/14)  | 95   | $2,766      | -10.7% | 1/ -           | $2,766  | $85,866     |
| 개봉 9주차 (08/15-08/21)  | 89   | $3,254      | +17.6% | 0/-1           | -       | $89,120     |
| 개봉 10주차 (08/22-08/28) | 90   | $3,288      | +1.0%  | 3/ -           | $1,096  | $92,408     |
| 개봉 11주차 (08/29-09/04) | 105  | 315,837,948 | -37.4% | 2/-1           | $1,030  | $94,467     |
| 개봉 12주차 (09/05-09/11) | 118  | 315,837,948 | -17.2% | 2/ -           | $852    | $96,171     |
| 개봉 13주차 (09/19-09/25) | 103  | 315,837,948 | -      | 2/ -           | $2,021  | $100,213    |
| 개봉 14주차 (09/26-10/02) | 104  | 315,837,948 | -40.5% | 1/-1           | $2,404  | $102,617    |

## 외부의 평가

### 언론
- 제임스 워드 바이어킷의 <평행이론: 도플갱어 살인>(원제:Coherence)은 다중적이고 형이상학적인 세계의 가능성을 신선하게 들여다본다. 이 공상과학 드라마 장르는 시각과 과도한 설명에 의존하지 않고, 즉각적으로 일어나는 대체 현실 사이를 가로지르는 것이 어떤 것인지 상상할 수 있는 도구를 제공하기를 원한다. (중략) 관객과 그들 자신의 등장인물들 모두가 처음부터 끝까지 같은 '사람'을 보고 있는지를 헤아려보는 것도 흥미롭다. 이것은 복잡하게 들릴지 모르지만 현대의 편집증적 현상과 기술적 의존적 시대의 제안에 대한 논리적인 관점에서 접근 가능한 방식으로 행해진다.[11]
- 이 영화의 제목과 평행 우주가 동시에 존재한다는 엉뚱한 전제에도 불구하고, 이것은 그것이 무너지는 것만큼 함께 뭉치는 것에 대한 영화가 아니다. 그리고 만약 그 대체적인 현실들 사이의 경계가 흐려지기 시작하면 어떻게 될까? 감독은 폐쇄공포증을 최대한 활용해서 크레딧 역할까지 공포와 편집증을 바로 끌어올린다.[12]
- <평행이론: 도플갱어 살인>(원제:Coherence)의 스크립트는 놀라울 정도로 재미있고 생각이 좋다. 등장인물들은 사건이 전개될 때 일어나는 부조리를 관찰하고, 그 모든 것이 미친 듯이 되어 있는 것을 보고 웃지 않을 수 없는 순간들이 있다. 작가들이 이 상황에 상당한 유머를 포함시킬 수 있을 만큼 자신감을 느꼈고, 영화가 필요할 때 더 무거운 분위기로 쉽게 되돌아가는 것은 물론, 그들이 진정한 위협에 직면하고 있다는 것을 깨닫게 해주기 때문에, 현실과 오락 사이에 좋은 균형을 만들어내는데 효과가 있다는 것은 존경스럽다.[13]
- 이 영화는 계속해서 단순한 초자연적 충격과 스릴을 뒤로 하고 있다. 게다가, <평행이론: 도플갱어 살인>(원제:Coherence)의 얇게 그린 캐스팅이 너무나 혐오스럽고 내용이 부족해서 등장인물들이 어떻게 행복을 이룰 기회를 놓쳤는지에 대해 신경 쓰기가 어려워진다는 피할 수 없는 사실이 있다.(중략) <평행이론: 도플갱어 살인>(원제:Coherence)은 엄청난 야망과 잠재력의 데뷔작이지만 슬프게도, 일부 진정한 긴장감에도 불구하고, 아이러니하게도 이 영화는 너무 많은 방향을 틀고 그 복잡한 주제가 인간의 차원에서 합쳐지지 못하며, 초기 줄거리와 부드럽게 연결되지 못한다.[14]

### 평론가
- <평행이론: 도플갱어 살인>에 대해 좋은 부분이 많다고 생각한다. 특히 초기 단계에서다. 비록 이 책이 그들이 처한 상황에 대한 엄청난 우연한 발견으로 인해 다소 과소 평가되기는 하지만, 첫 행동에서 어떤 것도 밝히기를 꺼리는 경향이 있다. 배우의 퍼포먼스는 한결같이 훌륭했고, 대화는 최소한 부분적으로 즉흥적인 것처럼 보인다. 즉흥적인 것처럼 보일 수 있었던 이유는 아마도 영화가 터무니 없는 전개 속에서 현실주의적인 모습을 유지할 수 있기 때문이다. 칭찬처럼 보이지 않을 수도 있지만, 등장인물들은 영화 내 디너 파티 참석자들을 거의, 즉시 혐오스럽게 만드는 훌륭한 일을 해냅니다. 등장인물들은 그들의 관계 문제에 대해 이야기 할 시간을 찾고, 그들 모두는 관계에 관한 문제를 겪는다. 이야기는 완전히 이해할 수 없는 지점으로 내려가고, 집단에서 하나의 주인공으로 초점이 이동하는 것은 약간 불편하지만, 대부분의 경우, 응집력은 나타난다.[15]

## 같이 보기
- 다세계 해석
- 다중 우주론